# Lizy-sur-Ourcq
Lizy-sur-Ourcq è un comune francese di 3 686 abitanti situato nel dipartimento di Senna e Marna nella regione dell'Île-de-France.

## Società

### Evoluzione demografica
Abitanti censiti